# Centro di Studi Bancari
Il Centro di Studi Bancari (CSB) è il Centro di formazione e aggiornamento continuo delle professioni bancarie, fiduciarie, assicurative e giuridico-finanziarie della piazza finanziaria ticinese.

## Storia
Creato nel 1990 dall'Associazione Bancaria Ticinese e divenuto Fondazione Centro di Studi Bancari nel 2009, il CSB ha la propria sede e le aule didattiche presso Villa Negroni a Vezia, una delle strutture più prestigiose della Svizzera italiana e di proprietà della Città di Lugano.

## Attività
Il Centro di Studi Bancari offre annualmente oltre 300 corsi per circa 6000 partecipanti con il coinvolgimento di oltre 500 relatori e conferenzieri. Il Centro propone convegni, corsi e certificazioni di base, di approfondimento e di perfezionamento. I percorsi formativi elargiti godono di riconoscimenti a livello cantonale, federale e internazionale, sia da parte di enti pubblici quali la Confederazione, sia da parte di associazioni di categoria quali l'Associazione Svizzera dei Banchieri.

## Corsi e Certificazioni
- Corsi e Certificati di base che introducono a nuove conoscenze applicabili a casi semplici
- Corsi e Diplomi di approfondimento di livello intermedio che permettono la comprensione di nuovi concetti e la loro applicazione a situazioni reali
- Corsi di perfezionamento e Formazioni Executive che permettono l'analisi, la sintesi e la valutazione autonoma di problematiche reali complesse

## Conferenze e Convegni
Presso la sede del Centro si organizzano puntualmente seminari e convegni che rispondono a necessità d'informazione relative all'evoluzione dell'attualità. Inoltre vengono coordinate attività in collaborazione con Università Svizzere ed Internazionali.
L'attività dei convegni ha un grande risalto sulla stampa specializzata. Tra i temi più trattati vi sono il diritto bancario, le problematiche relative all'autoriciclaggio e la fiscalità internazionale.